# Iosif Chișinevschi
Iosif Chișinevschi nato Iosif Roitman (Chișinău, 1905 – 1963) è stato un politico comunista rumeno.